# アンドレ・ヒューズ
アンドレ・ヒューズ（フランス語: André Hughes、アンドレアス・フーゲス（ドイツ語: Andreas Hughes）、1985年1月1日 - ）は、ドイツ出身の野球選手。ポジションは投手。現在はブンデスリーガのゾーリンゲン・アリゲーターズに所属している。

## 来歴
2002年、ブンデスリーガのゾーリンゲン・アリゲーターズに入団。2005年から2008年まで4年連続二桁勝利を挙げ、エースとして成長。
2009年、オランダ・ホーフトクラッセのミスターコッカーHCAWに移籍。
2010年、アリゲーターズに復帰。

## 代表歴
2005年、第29回ヨーロッパ野球選手権大会ドイツ代表に選出。
2007年、第30回ヨーロッパ野球選手権大会ドイツ代表に選出。同年開催の第37回IBAFワールドカップドイツ代表に選出。
2008年、北京オリンピック野球世界最終予選のドイツ代表に選出。
2009年、第38回IBAFワールドカップドイツ代表に選出。
2010年、第31回ヨーロッパ野球選手権大会ドイツ代表に選出。
2012年、第32回ヨーロッパ野球選手権大会ドイツ代表に選出。
2013年、2013 ワールド・ベースボール・クラシック・ドイツ代表に選出。

## タイトル
ブンデスリーガ
- 北地区・MVP（2006年）
- 北地区・最優秀投手（2007年）
- 北地区・最多勝（2005年 - 2007年、2010年 - 2012年）